# Бернхард VII (Липе)
Бернхард VII фон Липе (на немски: Bernhard VII zur Lippe, „Bellicosus, der Kriegerische“; * 4 декември 1428; † 2 април 1511) от династията Дом Липе, е от 1429 до 1511 г. господар на Липе. Той управлява повече от 81 години и е най-дълго управляващият монарх на Европа.

## Живот
Той е първият син на Симон IV фон Липе (1404 – 1429) и на херцогиня Маргарета фон Брауншвайг-Грубенхаген (1411 – 1456), дъщеря на херцог Ерих I фон Брауншвайг-Грубенхаген. Брат е на Симон III (1430 – 1498), княз-епископ на Падерборн (1465 – 1498).
След смъртта на баща му на 11 август 1429 г. Бернхард не е още на една година и е под опекунството първо на чичо му Ото, след това на роднината му кьолнския архиепископ Дитрих II фон Мьорс († 1463) и назначения от него амтман Йохан фон Мьоленбек. През 1446 г. Бернхард VII започва самостоятелно да управлява своето господство. Той участва в множество битки.
Умира на 2 април 1511 г. на 83 години. Неговият гроб (и на съпругата му) се намира в манастирската църква на Бломберг, която остава до 1769 г. гробното място на фамилията Липе.

## Фамилия
Бернхард VII се жени на 27 юли 1452 г. за графиня Анна фон Холщайн-Шауенбург (* 1435; † 23 септември 1495), дъщеря на граф Ото II фон Шаумбург и Елизабет фон Хонщайн. Те имат децата:
- Анна фон Липе (1450 – 1533), омъжена I. пр. 24 септември 1470 г. за граф Ото VI фон Хоя († 1497), II. 1510 г. за граф Йохан II фон Насау-Байлщайн († 1513)
- Маргарета фон Липе (* ок. 1452 – сл. 3 април 1527), омъжена пр. 1475 г. за граф Йохан I фон Ритберг (1450 – 1516)
- Елизабет фон Липе (* ок. 1460 – сл. 1527), омъжена I. пр. 22 май 1475 г. за граф Йохан II фон Шпигелберг († 1480), II. на 18 ноември 1482 г. за граф Рудолф IV фон Дипхолц-Бронкхорст († сл. 1510)
- Ерменгард фон Липе (1460 – 1524), омъжена 1488 г. за граф Йобст I фон Хоя (1466 – 1507)
- Симон V (1471 – 1536), 1528 г. имперски граф, женен I. на 5 ноември 1489/1490 г. за графиня Валпурга фон Бронкхорст († 1522), II. на 18 март 1523 г. за графиня Магдалена фон Мансфелд-Мителорт († 1540)
- Бернхард цур Липе († 1513)

Освен това той има най-малко дванадесет незаконни деца от три конкубини:
Деца от първата конкубина NN:
- Елизабет фон дер Липе
- Йохан фон дер Липе

Деца с втората конкубина Илза NN:
- Петронела фон дер Липе
- Фридерих фон дер Липе
- Валбург фон дер Липе
- Бернхард фон дер Липе
- Антон фон дер Липе
- Симон фон дер Липе
- Винценц фон дер Липе
- Бартолд фон дер Липе
- Ерих фон дер Липе

Дете с трета конкубина NN Будде:
- Нигехус фон дер Липе